# Francisco Sánchez (político argentino)
Francisco Sánchez (Lomas de Zamora, 23 de diciembre de 1973) es un político argentino. Tuvo el cargo de secretario de Culto en el gobierno del presidente Javier Milei. Anteriormente se desempeñó como diputado nacional por la provincia del Neuquén.

## Biografía
Francisco Sánchez nació el 23 de diciembre de 1973 en Lomas de Zamora, Buenos Aires. Actualmente reside en la ciudad de Neuquén, está casado y tiene cinco hijos.
Sus estudios incluyen la obtención de un Técnico Superior en Recursos Humanos del Instituto Terciario Séneca en Neuquén en 2005
Se ha desempeñado como jefe de Cargas en Transportes Aéreos Neuquén en 1993 y luego ocupó roles de coordinación en el Automóvil Club Argentino hasta 2005. Más tarde, trabajó en diversos lugares como Consultora SQN - Desarrollo Humano y Uniline Patagonia S.R.L. También se desempeñó como Gerente de Recursos Humanos y Relaciones Institucionales en el IADeP y como Subsecretario de Coordinación en la Municipalidad de Neuquén.
Su carrera política comenzó como concejal en el Concejo Deliberante de Neuquén, en dónde llegó a ser presidente del Bloque Cambiemos y presidente del Concejo Deliberante. Luego, representó a su provincia como diputado nacional en el Congreso de la Nación Argentina, donde ocupó el cargo de vicepresidente de la Comisión de Energía. Posteriormente, en 2024, fue nombrado por el presidente Javier Milei como Secretario de Culto de la Nación. En esta época, se consideraba un aliado cercano de la excandidata presidencial de Juntos por el Cambio y actual ministra de Seguridad, Patricia Bullrich. En agosto de 2024, renunció a su cargo, según él, por motivos personales.
Ha sido un jugador activo de básquetbol durante más de dos décadas y ha desempeñado roles en organizaciones como el Bureau de Convenciones de Neuquén y el PRO, donde fue Presidente en su jurisdicción y Congresal Nacional titular.

## Controversias

### Reivindicaciones fascistas
En 2020, participó de una entrevista virtual con La Gaceta de la Iberosfera periódico digital, vinculado a la agrupación española de extrema derecha VOX, en la cual mostró su admiración a José Antonio Primo de Rivera, incluso mostró voluntad de llamar a su hijo de la misma manera. También ha congregado con la radio neonazi AN24 del Alejandro Biondini, en dónde mostró sus similitudes con el Frente Patriota, criticando el aborto y la ideología de género. También mostró posiciones antisemitas.

### Denuncia ante el INADI
En 2021, desde la subsecretaría de Mujeres de la Municipalidad de Neuquén, se radicó una denuncia ante el INADI, por los dichos del entonces diputado en la red social Twitter (hoy X) acerca de una joven de 18 años, los cuales fueron considerados "discriminatorios y desafortunados".

### Pedido de pena de muerte contra Cristina Kirchner
En 2022, causó polémica por pedir la pena de muerte (abolida en Argentina) para la expresidenta y vicepresidenta en funciones en ese momento, Cristina Fernández de Kirchner. Esto se dio en el marco de la causa que investigaba la obra pública durante el gobierno de esta última.

### Posturas conservadoras
Durante la visita del presidente y otros funcionarios a España, en el marco del encuentro conservador Europa Viva 2024, mostró críticas hacia las leyes de divorcio vincular, matrimonio igualitario e interrupción voluntaria del embarazo en Argentina. Además, acusó a los gobiernos anteriores de aprobar leyes "para que la ideología de género sea obligatoria en las escuelas, para pervertir a nuestros hijos, para hacer daño a nuestra sociedad", refiriéndose a la Educación Sexual Integral (ESI) implementada en este país.